# British Steel
British Steel je šesté studiové album od heavy metalové kapely Judas Priest. Na albu se nachází jejich snad nejznámější skladba „Breaking the Law“. Patří k zásadním albům tvořící takzvanou novou vlnu britského heavy metalu (NWOBHM). Je považováno za jedno z nejdůležitějších alb jak v historii kapely tak v metalu všeobecně.

## Seznam skladeb
Všechny skladby složili Glenn Tipton, Rob Halford a K. K. Downing.
| Pořadí | Název                               | Délka |
| ------ | ----------------------------------- | ----- |
| 1.     | Rapid Fire                          | 4:08  |
| 2.     | Metal Gods                          | 4:00  |
| 3.     | Breaking the Law                    | 2:35  |
| 4.     | Grinder                             | 3:58  |
| 5.     | United                              | 3:35  |
| 6.     | You Don't Have to be Old to be Wise | 5:04  |
| 7.     | Living After Midnight               | 3:31  |
| 8.     | The Rage                            | 4:44  |
| 9.     | Steeler                             | 4:30  |

### Bonusové skladby z r. 2001
1. "Red White & Blue" – 3:42
2. "Grinder" – 4:49 (živě, nahráno v Long Beach Sport aréně, Long Beach, CA., 5. května 1984)

## Sestava
- Rob Halford – zpěv
- K.K. Downing – kytara
- Glenn Tipton – kytara
- Ian Hill – baskytara
- Dave Holland – bicí